# Municipio de Salem (condado de Washington)
El municipio de Salem (en inglés: Salem Township) es un municipio ubicado en el condado de Washington en el estado estadounidense de Ohio. En el año 2010 tenía una población de 1137 habitantes y una densidad poblacional de 15,64 personas por km².

## Geografía
El municipio de Salem se encuentra ubicado en las coordenadas 39°33′20″N 81°24′39″O / 39.55556, -81.41083. Según la Oficina del Censo de los Estados Unidos, el municipio tiene una superficie total de 72.68 km², de la cual 72,06 km² corresponden a tierra firme y (0,85 %) 0,62 km² es agua.

## Demografía
Según el censo de 2010, había 1137 personas residiendo en el municipio de Salem. La densidad de población era de 15,64 hab./km². De los 1137 habitantes, el municipio de Salem estaba compuesto por el 97,45 % blancos, el 0,62 % eran afroamericanos, el 0,44 % eran amerindios, el 0,62 % eran asiáticos, el 0,09 % eran isleños del Pacífico y el 0,79 % eran de una mezcla de razas. Del total de la población el 0,18 % eran hispanos o latinos de cualquier raza.